# Giuseppe Milani
Giuseppe Milani (Battaglia, 30 maggio 1893 – Rovigo, 18 agosto 1958) è stato uno scultore e decoratore plastico italiano.

## Biografia
Studiò all'Istituto d'arte "Pietro Selvatico" di Padova e conseguì il diploma accademico nel corso di scultura a Venezia.
Dopo aver insegnato a Monselice, Bassano e Treviso, decise di dedicarsi esclusivamente alla scultura e alla decorazione plastica, realizzando lavori per vari centri della Bassa Padovana.
Eseguì il Monumento ai Caduti di Pontecchio Polesine (1925) e le decorazioni in cemento per il Palazzo delle Poste di Rovigo (1929). 
Nel 1934 si trasferì definitivamente con la famiglia a Rovigo, realizzando i rilievi allegorici per l'esterno della sua casa, fuori Porta Po. 
Suo il disegno dell'altare maggiore nella chiesa di S. Giovanni Battista a Badia Polesine (1934) e un ritratto del sacerdote Agostino Partesani conservato nella pinacoteca dell'Accademia dei Concordi. 
Nel secondo dopoguerra fu impegnato soprattutto nella realizzazione di opere per la chiesa di San Lorenzo da Brindisi e per il Cimitero dei Sabbioni.
L'ultima sua opera fu la statua bronzea in onore del patriota Ciceruacchio (1956) per Porto Tolle. 